# Bóm Wakacje w Rzymie
Bóm Wakacje w Rzymie – polski zespół nowofalowy z elementami art rocka i swingu.

## Historia
Został założony w Trójmieście w 1984 przez perkusistę Macieja Wanata i basistę Roberta Burgera. Wkrótce do zespołu dołączyły trzy uczennice szkoły muzycznej: grająca na instrumentach klawiszowych Jowita Cieślikiewicz, flecistka Anna Miądowicz oraz wokalistka Katarzyna Przyjazna. W tym składzie zespół dokonał pierwszych nagrań w amatorskim studiu przy Szkole Morskiej. W latach 1985–1986 Bóm Wakacje w Rzymie brał udział w festiwalach muzyki alternatywnej – warszawskich: „Róbrege” (jedna piosenka pt. „Gloria" ukazała się na kompilacji Grand Festiwal Róbrege 20.10.85 dokumentującej festiwal – kaseta wydana przezwytwórnię „Fala” w 1991) i „Poza Kontrolą” oraz gdyńskim „Nowa Scena” (luty 1986).
W 1986 grupa nagrała singla „Bóm Wakacje w Rzymie” (wydanego jako „Wakacje w Rzymie”) w studiu Tonpressu w Warszawie. Wówczas w zespole oprócz Katarzyny Przyjaznej występowała druga wokalistka Lucyna Jędrzejczak. Po nagraniu singla w wyniku nieporozumień z Bóm Wakacje w Rzymie odeszły: Cieślikiewicz, Miądowicz i Przyjazna i utworzyły grupę Oczi Cziorne. Wanat, Burger i Jędrzejczak kontynuowali działalność nagrywając jeszcze dwa utwory: „Gorące lato” i „Dziennik z Boliwii" na kompilację różnych wykonawców Fala II. W 1988 po przejściu Wanata do Apteki zespół przestał istnieć. Bóm Wakacje w Rzymie jest zaliczany do kręgu Gdańskiej Sceny Alternatywnej.

## Muzycy
- Maciej Wanat – perkusja
- Robert „Siwy” Burger – gitara basowa
- Jowita Cieślikiewicz – instrumenty klawiszowe
- Anna Miądowicz – flet
- Katarzyna Przyjazna – śpiew
- Lucyna Jędrzejczak – śpiew
- Sławomir „Rodriguez” Porębski – instrumenty perkusyjne

## Dyskografia

### Single
- „Bóm Wakacje w Rzymie” (1986)

### Kompilacje różnych wykonawców
- Fala II (1988) – utwory: „Gorące lato” i „Dziennik z Boliwii"
- Grand Festiwal Róbrege 20.10.85 (1991) – utwór: „Gloria"
- Jeszcze młodsza generacja (2009) – utwór: „Pierwszy"